# Illas
Illas est une commune (concejo aux Asturies) située dans la communauté autonome des Asturies en Espagne.

## Géographie
Située dans la zone centrale des Asturies, dans la région d'Avilés, elle a une superficie de 25,51 km2, la plus petite des communes asturiennes. Sa topographie est très accidentée, avec des pentes abruptes et peu de terrains plats, les collines basses couvertes d'arbres étant prédominantes. Le sommet le plus élevé est le Pico Friera ou Bufarán, qui culmine à 623 mètres. Le reste du territoire se situe entre 200 et 400 mètres d'altitude, avec des pentes fréquentes. 

### Paroisses civiles
La commune d'Ibias est divisée en 3 paroisses :
- Illas
- La Peral
- Villa